# Stazione di Alcalá de Henares Universidad
La stazione di Alcalá de Henares Universidad (precedentemente nota col nome di Alcalá Universidad) è una fermata ferroviaria situata lungo la ferrovia Madrid-Barcellona.
Si trova tra il Campus dell'Università di Alcalá e il Centro Commerciale Cuadernillos, nella zona est del comune di Alcalá de Henares.

## Storia
La stazione è stata inaugurata il 1º dicembre 1975.

## Servizi
- Parcheggio di scambio

## Movimento
L'impianto è servito linee C-2 e C-8 della rete delle cercanías di Madrid, operate da Renfe.